# Kevin Duckworth
Kevin Jerome Duckworth (ur. 1 kwietnia 1964 w Harvey, zm. 25 sierpnia 2008 w Gleneden Beach) – amerykański koszykarz, występujący na pozycji środkowego, uczestnik spotkań gwiazd NBA. Laureat nagrody dla zawodnika, który poczynił największy postęp.

## Kariera sportowa
Po ukończeniu uczelni Eastern Illinois Duckworth przystąpił do draftu NBA w 1986. Został w nim wybrany z numerem 33 przez klub San Antonio Spurs. Jego debiut nie należał do udanych. Po rozegraniu zaledwie 14. spotkań sezonu regularnego został wytransferowany do Portland Trail Blazers, w zamian za Waltera Berry'ego. Dopiero tam było mu dane pokazać swoje możliwości. Kontuzji doznał bowiem najpierw podstawowy środkowy Blazers – Sam Bowie, który złamał nogę, a następnie jego zmiennik Steve Johnson. W ten sposób Duckworth trafił nieoczekiwanie do składu wyjściowego zespołu z Oregonu. W swoim pierwszym pełnym sezonie w Portland notował średnio 15,8 punktu i 7,4 zbiórki, co zaowocowało przyznaniem mu nagrody – NBA Most Improved Player Award, dla zawodnika, który poczynił największy postęp. Podczas kolejnych rozgrywek jego statystyki wzrosły jeszcze bardziej, legitymował się średnimi 18,1 punktu oraz 8 zbiórek. Jego postawa zapewniła mu pierwszy w karierze udział w meczu gwiazd NBA. Po raz kolejny wystąpił w nim dwa lata później (1991).
W 1990 oraz 1992 Blazers awansowali do finałów NBA. W obu jednak przypadkach musieli uznać w nich wyższość rywali, przegrywając najpierw z Detroit Pistons (1–4), a następnie z Chicago Bulls (2–4).
24 czerwca 1993 roku Duckworth został wysłany do Waszyngtonu, w przeciwnym kierunku powędrował natomiast jeden z bliźniaków Grant, Harvey. Problemy z nadwagą powodowały, iż jego efektywność spadała, co powodowało coraz większe ograniczanie czasu gry. W rezultacie po dwóch sezonach spędzonych w barwach Bullets wylądował w Milwaukee. Problemy zdrowotne spowodowały, że wystąpił w zaledwie ośmiu spotkaniach sezonu zasadniczego. Próbował powrócić podczas rozgrywek 1996/1997 już jako gracz Clippers, ale bez większych sukcesów. Był to jego ostatni sezon w karierze.
Po zakończeniu kariery sportowej pracował przez lata dla klubu Trail Blazers.
Zmarł 25 sierpnia 2008 w wyniku kardiomiopatii przerostowej połączonej z ustaniem pracy serca. Zdarzenie miało miejsce w pokoju hotelowym, w Gleneden Beach. Duckworth był w trakcie trasy do Oregonu, gdzie miał być głównym prowadzącym obozu koszykarskiego dla dzieci z ramienia klubu Trail Blazers.

## Osiągnięcia

### NCAA
- Mistrz turnieju Mid-Continent Conference (1985)[4]
- MVP turnieju Mid-Continent (1986)
- Zaliczony do składu Mid-Continent Conference First Team (1986)
- Wybrany do Galerii Sław Eastern Illinois University – EIU Hall of Fame (1993)[4]

### NBA
- 2-krotny finalista NBA (1990, 1992)[3]
- 2-krotny uczestnik NBA All-Star Game (1989, 1991)[1]
- Zdobywca nagrody dla zawodnika, który poczynił największy postęp – NBA Most Improved Player Award (1988)[2]